# 日産・新世代LLクラスプラットフォーム
新世代LLクラスプラットフォームは、日産自動車の大型FR車、およびそれをベースとする四輪駆動車に採用されるプラットフォームである。

## 概要
1999年6月に発売されたY34型セドリック/グロリアに初採用された。採用車には新開発のフロントストラット式サスペンションとリアマルチリンク式サスペンションがそれぞれ採用される。

## 採用車
- Y34型セドリック/グロリア
  - Y34型インフィニティ・M45
- F50型シーマ[3]
  - F50型プレジデント
  - F50型インフィニティ・Q45